# Isole Vergini Britanniche ai Giochi della XXXI Olimpiade
Le Isole Vergini Britanniche hanno partecipato ai Giochi della XXXI Olimpiade, che si sono svolti a Rio de Janeiro, Brasile, dal 5 al 21 agosto 2016 con una delegazione di 4 atleti: 3 nell'atletica leggera e 1 nel nuoto. La portabandiera è stata la velocista Ashley Kelly.